# When the Saints Are Marching In
When the Saints are Marching In ist ein englisches geistliches Lied und Gospelstück. 

## Text und Melodie
Der Song wurde erstmals 1896 in Cincinnati im Gesangbuch Songs of the Soul No. 2 veröffentlicht. Die Melodie stammt von James Milton Black. Der von Katherine Purvis verfasste Text schildert in Anknüpfung an die Apokalypse den Einzug der Heiligen bzw. der Erlösten ins Himmelreich am Ende der Welt.

## Verwechslungsgefahr
Gerne wird das Stück mit dem ungleich populäreren Welterfolg When the Saints Go Marching In verwechselt. Insbesondere wird dieser vielfach irrtümlich Black und Purvis zugeschrieben, obwohl sein Komponist und Textdichter unbekannt sind.
Trotz ähnlicher inhaltlicher Thematik sind nicht nur die Songtexte völlig verschieden, sondern insbesondere auch die Melodie: Während die von Black komponierte an die feierlich-getragene traditionelle Kirchenmusik erinnert, gilt die von „When the Saints Go Marching in“ geradezu als Inbegriff der rasanten Fröhlichkeit des Jazz.
Frühester bekannter Beleg für die Verwechslung ist eine  von Mary Landon Russell vorgelegte Magisterarbeit der Penn State University von 1957. Im Bereich der veröffentlichten Literatur taucht der Irrtum erstmals 1984 im The Great Song Thesaurus von Roger Lax und Frederick Smith auf, im deutschen Schrifttum bei Dietrich Schulz-Köhn.